# CARNet

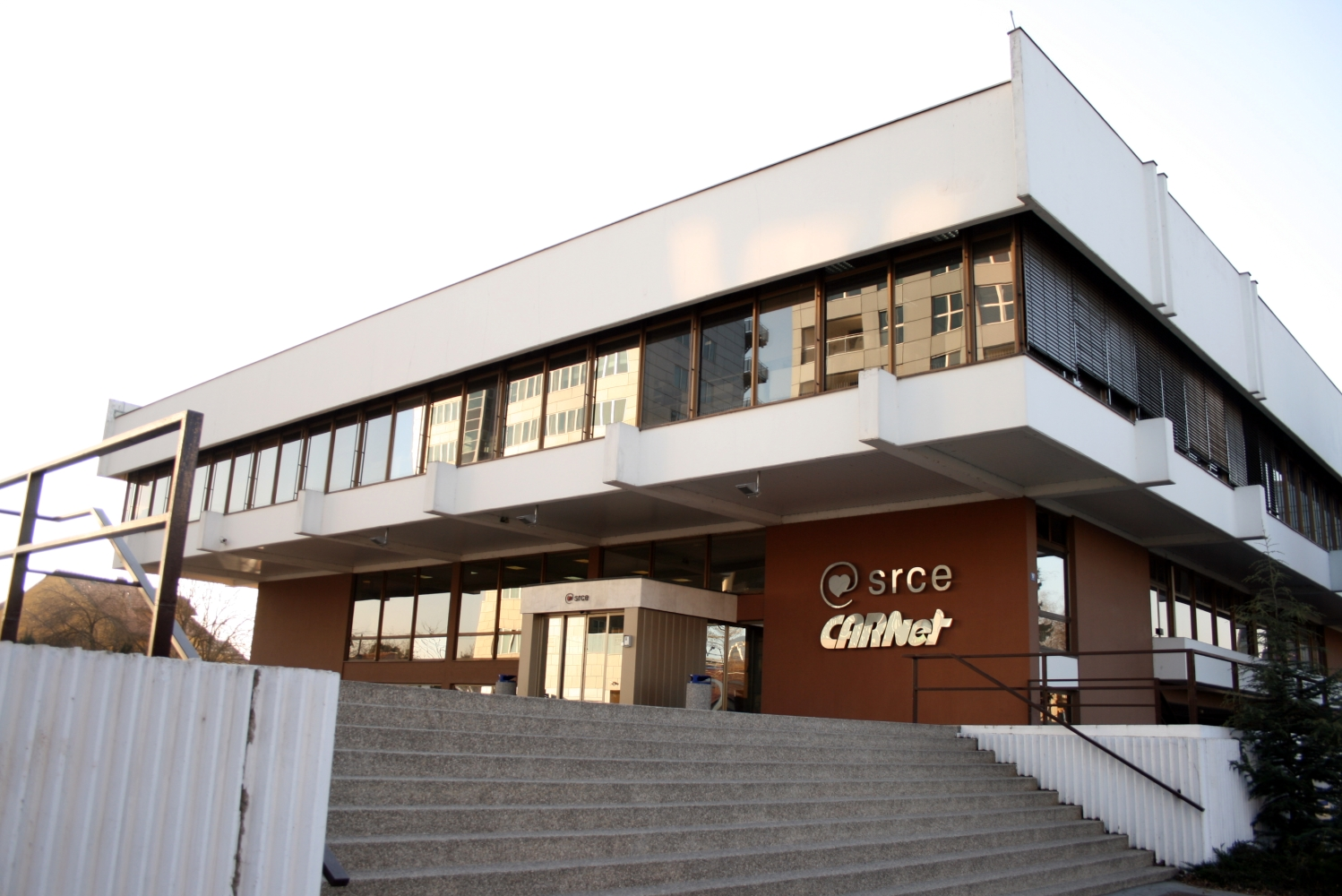
Bureaux de CARNet à Zagreb

Le Croatian Academic and Research Network ou CARNet est l'organisme responsable du réseau national de la recherche et de l'enseignement de Croatie. Ses principaux partenaires sont le centre de calcul de l'université de Zagreb et la Faculté de génie électrique et d'informatique.
L'organisme, fondé en 1991 par le ministère de la Science et de la Technologie, a mis en place la première connexion Internet en Croatie, le 17 novembre 1992. La mission de l'organisme a été confirmée le 1er mars 1995 par un décret du gouvernement croate.
La mission du CARNet est de fournir l'infrastructure, les ressources et le personnel nécessaire au développement d'une société de l'information dans le pays. Ses activités comprennent le développement et l'entretien du réseau universitaire national et des interconnexions internationaules ainsi que le développement de l'infrastructure réseautique de la Croatie. CARNet dispose d'une interconnexion internationale de 1,2 Gb/s par le biais du réseau interuniversitaire européen GÉANT2.
De plus, il agit en tant que registraire national du domaine de premier niveau .hr, réservé à la Croatie.